# Томас Беллі
Томас Беллі (Бейллі) (лат. Thomas Belli, англ. Thomas Baillie, пол. Tomasz Belli) — львівський міщанин та купець. Шотландець за походженням. Міський райця, бурмистр Львова (1703, 1715) та війт (1700, 1706, 1712).
Народився в Кракові. Прийнятий до міського права у Львові 17 грудня 1685 року за рекомендацією львівського райці Мацея Кучанковича, королівського секретаря Яна III Собеського, та патриція Миколая Боїма. Мав фільварок (пізніше відомий як Белльовський) на Сихівському тракті.